# Зайков, Виталий Семёнович
Виталий Семёнович Зайко́в  (19 мая 1924, д. Боровая, Камышловский район, Шадринский округ, Уральская область — 14 марта 2020, Евпатория, Республика Крым) — советский, украинский и российский скульптор, заслуженный художник РСФСР. Член Союза художников СССР, Национального союза художников Украины и Союза художников России, создатель памятника «Сказ об Урале».
Участник Великой Отечественной войны, ветеран труда. Почётный гражданин Евпатории. Дед композитора и пианиста Фёдора Бирючева.

## Биография
Родился в деревне Боровой Камышловского района в составе Шадринского округа Уральской области (ныне район входит в состав Свердловской области) в семье бывшего военного, кронштадтского моряка. В 1941 году вступил в ряды ВЛКСМ. В 1942 году поступил на второй курс Свердловского художественного училища и в этом же году добровольно ушел на фронт. Во время войны (1942—1944) окончил Васильковскую военную авиационную школу (Челябинская обл.) и стал механиком самолета Ил-2. Служил на Ленинградском фронте. Был награждён медалью «За победу над Германией». После окончания войны и демобилизации возвращается в Свердловское художественное училище. Успешно окончив его в 1948 году, продолжает учёбу в Академии художеств им. И. Е. Репина в Ленинграде. Его наставником был профессор, народный художник СССР В. В. Лишев. Чертой Лишева как педагога было стремление максимально развить индивидуальные склонности и способности студента, воспитать подлинного художника. Дипломная работа «Метатель молота», для которой позировал чемпион мира по прыжкам 1968 года В. П. Белоусов, была защищена с отличием, заняла первое место на Всесоюзной выставке в 1954 году. В скульптуре передаётся пластика тела, динамика и собранность, одухотворённость спортсмена.
В 1955 году после окончания Академии художеств был приглашен в Кремлевский дворец выполнить портрет Джавахарлала Неру, когда он приезжал с Индирой Ганди в Москву.
В 1954—1965 и 1972—1983 годах жил и работал в Челябинске. В 1957 году, вдохновлённый духом уральского народа, сказаниями П. П. Бажова и русской природой создаёт скульптурную композицию «Сказ об Урале», которая экспонируется в Москве на республиканской художественной выставке «Советская Россия». На Всесоюзной юбилейной художественной выставке она была отмечена дипломом первой степени. В ноябре 1967 года на привокзальной площади города Челябинска состоялось открытие монумента «Сказ об Урале». Образ богатыря-кузнеца приобретает лаконичность в пластике, стилизованность, что придаёт скульптуре свежие черты. Сорок лет спустя, по настоятельной просьбе заслуженного архитектора России Е. В. Александрова была проведена реконструкция постамента у монумента «Сказ об Урале»: постамент принял строгую квадратную форму, был облицован гранитом. На восточной плоскости постамента объёмными буквами набран текст: «Урал! Опорный край державы. Её добытчик и кузнец». Этот монумент стал одним из символов Урала. В 1958 году был принят в члены Союза художников СССР. За время работы в Челябинске создал множество памятников и скульптурных композиций. В 1963 году присвоено звание «Заслуженный художник РСФСР».
В 1966—1972 годах работает в творческой группе народного художника СССР Е. В. Вучетича в Волгограде. За время работы в Волгограде создаёт множество памятников и скульптурных композиций. В 1958—1967 годах по проекту и под непосредственным руководством скульптора Е.В. Вучетича был сооружён мемориальный ансамбль героям Сталинградской битвы на Мамаевом кургане в Волгограде (совместно со скульпторами М. С. Алешенко, В. Е. Матросовым, В. С. Зайковым, Л. М. Майстренко, А. Н. Мельником, В. А. Маруновым, В. С. Новиковым, А. А. Тюренковым; архитекторами Я. Б. Белопольским, В. А. Дёминым, Ф. М. Лысовым и др.; руководитель группы инженеров — Н. В. Никитин).
В 1972 году Виталий Семёнович переезжает в Челябинск. Избран председателем Художественного совета Челябинского отделения Художественного фонда РСФСР Творческого производственного комбината. Избран секретарём партийной организации Челябинской организации Союза художников РСФСР. В 1977 году избран председателем Художественного совета Творческо-производственных мастерских Челябинского отделения Художественного Фонда РСФСР.
С 1983 года жил в Евпатории (Крым). Множество памятников и композиций создано им на территории Республики Крым. Регулярно устраивал свои персональные выставки в городах Крыма. Совместно с А. Е. Шмаковым участвовал в создании экспозиции частного Музея мировой скульптуры и прикладного искусства под открытым небом, основанного в 2007 году в Евпатории скульптором Л. П. Захаровым. В 2011 году челябинский искусствовед В. И. Титов написал о скульпторе Зайкове книгу «Виталий Зайков. Скульптор», а в 2014 году в симферопольском издательстве книга была дополнена иллюстрациями работ мастера и превратилась в полноценный альбом. В 2015 году работы Виталия Семёновича экспонировались на Международной художественной выставке, посвящённой 70-летию Победы в Центральном доме художника (Москва). В 2016 году  работы скульптора были представлены на выставке, посвященной 75-летию творчества Союза художников Республики Крым (г. Москва).
Умер 14 марта 2020 года в Евпатории.

### Семья
- Сын - Зайков Вячеслав Витальевич (09.08.1953-  21.10.2015) Санкт-Петербург, вольный художник. Отец Натальи Зайковой и Юлии Зайковой
  - Внучка - Наталья Вячеславовна Зайкова (род. 21.08.1984) деятель искусств, педагог и исполнитель танца фламенко, режиссер спекталей. Основная деятельность в городе Санкт-Петербург, РФ
  - Внучка - Юлия Вячеславовна Зайкова (род. 01.02.1990) хореограф, исполнитель современного танца, режиссер балетного театра, создатель музыкальных видео.
- Дочь — Ольга Витальевна Бирючева, преподаватель, концертмейстер Детской школы искусств г. Евпатории, лауреат премии АР Крым за 2009 год[7].

- Внук — Фёдор Михайлович Бирючев (род. 1993), пианист и композитор.

## Награды и звания
- Медаль «За победу над Германией в Великой Отечественной войне 1941—1945 гг.».
- Заслуженный художник РСФСР (1963).
- Медаль «Ветеран труда».
- Благодарность Председателя Совета министров Автономной Республики Крым (13 мая 2005) — за мужество и героизм, проявленные в годы Великой Отечественной  войны, активное участие в ветеранском движении, патриотическом воспитании молодежи и в честь празднования 60-летия Победы в Великой Отечественной воине 1941-1945 гг.[8]
- Премия Автономной Республики Крым в номинации «Изобразительное искусство (живопись, графика, скульптура, народное искусство, фотоискусство)» (2010) — за скульптурную работу — мемориальный триптих „Красная горка“ в г. Евпатории[9].
- Золотая медаль «Духовность. Традиции. Мастерство» Всероссийской творческой общественной организации «Союз художников России» (5 мая 2015)[10].
- Почётный гражданин Евпатории (6 апреля 2018) — за выдающиеся заслуги перед городским округом Евпатория многолетний, добросовестный труд, высокий профессионализм и самоотдачу, весомый вклад в общую сокровищницу многонациональной культуры, мира и самоотверженное служение жителям городского округа[11][12].

## Творчество
Портреты
- Дж. Неру (1955 г.)
- Портрет сына (1955 г.)
- Портрет колхозника Улагасова (1959 г.)
- Портрет болгарского металлурга Кирилла Богданова (1963 г.)
- Портрет Героя Советского Союза А. Числова (1965 г.)
- Пожарный В. Новоселов (1974 г.)
- Валя (1957 г.)
- Портрет доярки Г. Прутовой (1957 г.)
- Портрет Севы (1958 г.)
- Портрет Толи (1959 г.)
- Портрет колхозника Румке (1959 г.)
- Портрет колхозника Улагасова (1959 г.)
- Портрет дояра А. Ухоботова (1961 г.)
- Портрет механизатора Д. Лискина (1961 г.)
- Портрет доярки Гали Ивановой (1961 г.)
- Портрет болгарского металлурга Кирилла Богданова (1963 г.)
- Портрет болгарского скульптора Христо Танеева (1963 г.)
- Портрет болгарского доменщика Дмитрия Стоянова (1963 г.)
- Портрет машиниста экскаватора Г. Фомина (1963 г.)
- Портрет болгарского доменщика Ненчо Захарева (1963 г.)
- Портрет старшего металлурга Славы Захаринова (1963 г.)
- Портрет строителя газопровода «Бухара-Урал» Григория Кривсуна (1963 г.)
- Портрет пастуха Жемантикова-Кухина (1963 г.)
- Портрет строителя газопровода «Бухара-Урал» машиниста П. Курака (1964 г.)
- Портрет молодого животновода (1964 г.)
- Портрет Героя Советского Союза А. Числова (1966 г.)
- Портрет Героя Советского Союза моряка Миловацкого (1966 г.)
- Портрет кавалера трёх орденов Славы В. Сюсюкина (1966 г.)
- Портрет колхозницы (1967 г.)
- Портрет комбайнера Н. Гончаренко (1967 г.)
- Портрет Саши Шевченко (1967 г.)
- Портрет Калинина (1969 г.)
- Портрет художника (1970 г.)
- Портрет доменщика Дмитрова (1970 г.)
- Портрет колхозницы (1970 г.)
- Портрет доярки И. Макаровой (1970 г.)
- Портрет В. И. Ленина (1970 г.)
- Женский портрет (1972 г.)
- Портрет ефрейтора Ю. Костака (1974 г.)
- Портрет комбайнера колхоза «Россия» А. С. Мочалова (1977 г.)
- Портрет рабочего Вл. Казакова (1978 г.)
- Портрет Героя Советского Союза М. И. Костюкова (1979 г.)

Монументальные скульптуры
- памятник Ленину (совместно с Л. Н. Головницким; Челябинск, 1959)
- Декоративный рельеф фронтона Дворца культуры железнодорожников в соавторстве (Челябинск, 1959 г).
- Памятник Ленину (Аргаяш, 1960 г.)
- Калинину (Кыштым, 1962 г.)
- Редикорцеву (Копейск, 1962 г.)
- Первым строителям Магнитки (Магнитогорск, 1963 г.)
- Сказ об Урале (Челябинск, 1967 г.)
- Памятник «Хлеб-соль» (Волгоград, 1957 г.)[13]
- Красноармеец (местонахождение неизвестно, 1967 г.)
- Памятник Ленину Магнитогорск, 1967 г.)
- Металлург (местонахождение неизвестно,1968 г.)
- Катюша (Челябинск, 1975 г.)
- Воину-победителю (Челябинск, 1975 г.)
- Монументальная композиция «Слава труду!» (с. Варна, 1977 г.)
- Монументальная композиция «Слава труду!» (п. Новосинеглазово, 1979 г.)
- Монумент В. И. Ленина (г. Щучье, 1980 г.)
- Бюст Героя Советского Союза М. И. Костюкова (1980 г.)
- Бюст Героя Советского Союза И. Е. Еремина (1980 г.)
- Слава отважным (Челябинск, 1983 г.)
- Монументальная декоративная композиция «Слава отважным» (Челябинск, 1983 г.)
- Бюст М. В. Фрунзе (Евпатория, 1983 г.)
- Барельеф П. И. Чайковского (Симферополь, 1990 г.)
- Бюст Н. В. Гоголя (Евпатория, 2003 г.)
- Барельеф «Героям-пожарным» (Евпатория, 2003 г.)
- Памятник "Жертвам депортации Крыма (Евпатория, 2004 г.)
- Памятник «Рабочему водоканала» (Евпатория, 2007 г.)
- Триптих барельефов «Красная Горка. Стена памяти» (Евпатория, 2010 г.)
- Бюст И. А. Наговицына (Евпатория, 1983—2010 гг.)
- Полифигурная композиция «Герою Советского Союза, Маршалу Советского Союза Сергею Соколову» (Евпатория, 1983—2010 гг.)
- Скульптурная композиция «Герою Советского Союза, первому космонавту Юрию Гагарину» (Евпатория, 1983—2010 гг.)
- Барельеф Фридриха Энгельса (Евпатория, 1983—2010 гг.)
- Декоративный рельеф обелиска «Памяти расстрелянным евреям» (Евпатория, 1983—2010 гг.)
- Барельеф Дмитрия Ульянова (Евпатория, 1983—2010 гг.)
- Барельеф В. И. Ленина (Евпатория, 1983—2010 гг.)
- Бюст Героя Советского Союза, вертолётчика Р. С. Гайнутдинова (Саки, 1983—2010 гг.)
- Бюст Героя Советского Союза А. П. Кудрявицкого (с. Новосёловское, 1983—2010 гг.)
- Барельеф памятной доски «Великий хирург Н. И. Пирогов»(Симферополь, 1983—2010 гг.)
- Скульптурная композиция «Зоя Космодемьянская» (Красноармейск, 1983—2010 гг.)
- Обелиск с барельефами погибших машинистов (ст. Элеваторная, Симферопольский р-н, 1983—2010 гг.)

Скульптуры малой формы
- Метатель молота (Ленинград, 1954 г.)
- В. И. Ленин (1955 г.)
- И. В. Сталин (1955 г.)
- Дискометатель (1955 г.)
- «Воину-победителю» (1956 г.)
- Колхозница с ягнёнком (1956 г.)
- Колхозный бычок (1956 г.)
- Седой Урал (1956 г.)
- Сказ об Урале (1957 г.)
- Мать партизанка (1959 г.)
- Александр Матросов «На подвиг» (1959 г.)
- Емеля (1961 г.)
- Голова девочки (1961 г.)
- Баскетболист (1961 г.)
- Победить с кубком (1961 г.)
- Голова солдата (1961 г.)
- В. И. Ленин (1961 г.)
- В. И. Ленин (1965 г.)
- Союз «Волги и Дона» (1969 г.)
- Летчик А. Ю. Чирков (1973 г.)
- Солдат (1973 г.)
- Слава труду (1974 г.)
- Мы кузнецы (1974 г.)
- Отличник боевой и политической подготовки солдат Советский Армии В. Галкин (1974 г.)
- Отличник боевой и политической подготовки солдат Советский Армии Батыр Садыков (1974 г.)
- Отличник боевой и политической подготовки солдат Советский Армии В. Новосёлов (1974 г.)
- Композиция «Победа» (1975 г.)
- Голова воина (1975 г.)
- Монтажники (1977 г.)
- В. И. Ленин (1979 г.)
- Гимн труду (1979 г.)
- Обнажённая (1979 г.)
- У вечного огня (1980 г.)
- Сказ об Урале (1980 г.)
- Памятный знак Д. И. Менделееву (1980 г.)
- Александр Матросов «На подвиг» (1980 г.)
- «Слава отважным» (1982 г.)
- Русалка (2000—2008 гг.)
- Нептун (2000—2008 гг.)
- Покорение Европы (2000—2008 гг.)
- Эос — богиня зари (2000—2008 гг.)
- Весна (2000—2008 гг.)
- Легенда о Крыме (2000—2008 гг.)
- Семья (2000—2008 гг.)
- Дискобол (2000—2008 гг.)
- Афродита (2000—2008 гг.)
- Адам и Ева (2000—2008 гг.)
- Скифский воин (2000—2008 гг.)
- Скифская женщина (2000—2008 гг.)
- Строители (2000—2008 гг.)
- Родина, долг, честь (2000—2008 гг.)
- Ангел (2000—2008 гг.)
- Лао-цзы (2000—2008 гг.)

Репродукции
1. Стоящая обнажённая натурщица
2. Стоящая обнажённая натурщица
3. Набросок сидящего натурщика
4. Сидящая обнажённая натурщица
5. Стоящий обнажённый натурщик
6. Коленопреклонённая обнажённая натура
7. Набросок сидящей обнажённой натуры на кресле
8. Набросок лежащего натурщика
9. Обнажённая натурщица стоит около стула
10. Молодой натурщик
11. Стоящая обнажённая натурщица
12. Обнажённая натурщица сидит на стуле
13. Обнажённый натурщик упирается в стену
14. Играющий сатир
15. Набросок обнажённой натуры юноши
16. Набросок женской головы. Гипс
17. Обнажённый натурщик в полулежащей позе
18. Набросок обнажённой натуры
19. Обнажённая натурщица
20. Набросок мужчины
21. Обнажённый натурщик отдыхает, сидя на стуле
22. Стоящий натурщик
23. Сидящая обнажённая натурщица
24. Обнажённая натурщица
25. Сидящая обнажённая натурщица
26. Сидящая обнажённая натурщица
27. Сидящая обнажённая натурщица
28. Сидящий обнажённый натурщик
29. Сидящий обнажённый натурщик
30. Обнажённый натурщик
31. Обнажённая натурщица сидит на стуле
32. Обнажённая натурщица стоит около стула
33. Обнажённая натурщица стоит около стула
34. Набросок сидящего натурщика
35. Набросок натурщика
36. Набросок обнажённого мальчика
37. Набросок обнажённого мальчика
38. Подвиг Геракла
39. Обнажённый натурщик
40. Сидящая обнажённая натурщица
41. Обнажённая натурщица
42. Натурщик наклонился
43. Сидящий натурщик
44. Сидящий натурщик
45. Сидящий обнажённый натурщик
46. Набросок «Сидящий ребёнок»
47. Обнажённый натурщик
48. Обнажённые натурщик сидит
49. Набросок титана
50. Сидящая обнажённая натура
51. Обнажённый натурщик
52. Два наброска обнажённой натуры
53. Девочка с раковиной
54. Два наброска
55. Обнажённая натура. Раб сидит перед миской
56. Наброски
57. Два наброска с гипса
58. Обнажённая мужская натура
59. Обнажённый натурщик. Танцующий сатир
60. Обнажённая натура
61. Обнажённая натурщица
62. Обнажённая девушка сидит на полу
63. Лежащий обнажённый натурщик
64. Два наброска
65. Зевс. Битва титанов
66. Набросок обнажённого натурщика к былине
67. Обнажённый натурщик
68. Эскиз медали, рождённый в Евпатории. 1996 г.
69. Эскиз медали, рождённый в Евпатории. 1996 г.
70. Эскиз медали «Евпатория» (вариант).1996 г.
71. Эскиз медали «Евпатория». 1996 г.
72. Былины Древней Руси
73. П. П. Ершов. «Конёк — горбунок»
74. «Конёк — горбунок»
75. Несение креста на Голгофу
76. И вечная борьба добра со злом.
77. Добрыня Никитич бьется со змеем проклятым.
78. Оратай — оратаюшко — молодой Микула Селянинович
79. Сказание о Древней Руси
80. Сказание о Древней Руси. Испытание силы Никиты Кожемяки
81. Муза искусства
82. Муза триумфа
83. Набросок композиции «Весна»
84. Эскиз «Данко»
85. Держи чёрта за рога: и то находка
86. Набросок «Боксёр»
87. Обнажённый натурщик «Боксёр»
88. Стоящий обнажённый натурщик «Кулачный боец»
89. Натурщик со штангой
90. Метатель диска. Обнажённый натурщик
91. Эскиз к дипломной работе «Метатель молота»
92. Эскиз к дипломной работе «Метатель молота»
93. Эскиз к дипломной работе «Метатель молота»
94. Эскиз к дипломной работе «Метатель молота»
95. Эскиз проекта памятника моряку — комсомольцу
96. Эскиз проекта памятника «За Родину»
97. Медсестра с раненым.1941 — 1945 гг.
98. Пограничник на посту
99. «За работой»
100. Набросок в студии. За работой
101. Девушка в студии делает набросок
102. Набросок сидящей девушки в студии
103. Набросок молодой женщины
104. Набросок женщины в пальто
105. Сторож с ружьём
106. Набросок пожилой женщины сидящей на стуле
107. Набросок «В минуты отдыха»
108. Набросок доярки
109. Набросок сидящей доярки на стуле
110. Доярка с ведром
111. Доярка Ира
112. Конюх Вова
113. Доярка Матвеева Шура
114. Доярка Новосёлова Вера Петровна
115. Доярка Малиновская
116. Водогрейщица Прутова Галина Дмитриевна
117. Водогрейщица Надя
118. Зав. фермой. Животновод Прутов Алексей Дмитриевич
119. Водовоз Мухин Александр Тихонович
120. Скотник Шихов Александр Павлович
121. Конюх Максимов Александр Петрович — участник боевых действий
122. Передовая доярка Елизавета Тишкина
123.Зоотехник Шубин Василий Дмитриевич
124. Тракторист Петров Владимир Иванович
125. Тракторист Попов Александр Николаевич
126. Доярка Жисаева Анна Фёдоровна
127. Доярка Пирогова Валентина Павловна
128. Водовоз Владимир Григорьевич Полагутин
129. Старшая курятница Токарева Маргарита Васильевна
130. Доярка Бабина Нелли Михайдовна
131. Учётцича Севастьянова Галина Николаевна
132. Доярка Ира
133. Водолейка Галя
134. Возчик Глухин Юрий Гаврилович
135. Дровокол Барщов Виктор
136. Доярка Фатанова Тамара
137. Доярка Тося Севастьянова
138. Доярка Полпудова
139. За вязанием
140. Витя
141. Сторож
142. Возчик Першин Вова
143.Дровокол Фомин Иван Васильевич
144. Колхозник Юрий Александрович Максимов
145. Сторож Тиухин Гавриил Петрович. Участник ВОВ
146. Миша Золотницкий, дровосек
147. Председатель рев. комиссии Василий Гаврилович
148. Слесарь Петр Иванович Щапин
149. Мальчик Гена
150. Иван Николаевич Петров.
151. Председатель колхоза Прутов Василий Григорьев
152. Комбайнёр Иван Михайлович Иванов
153. Сторож Михаил Иванович Шубин
154. Кладовщик Малков Леонид Петрович
155. Миша
156. Володя и Миша
157. Два наброска
158. Два наброска мужской головы
159. Два наброска
160. Мать и дитя. За работой
161. Весовщица Малкова Елизавета Васильевна
162. Свинарка Кабанова Валентина Васильевна
163. Набросок молодого человека
164. Возчик Володя Ильченко
165. Валя Токарева
166. Фуражир Машкова Нина Васильевна
167. Доярка Памфилова Валя
168. Плотник Торопицын Василий Николаевич
169. Конюх Шихов Леонид Алексеевич
170. Животновод Биторев Павел Михайлович
171. Мельник Максимов Николай Константинович
172. Пастух Ильенко Илья Фёдорович
173. Плотник Сафаров Николоай Николаев
174. Доярка Золотухина Антонина
175. Доярка Тутова Зинаида Мизайловна
176. Разнорабочий Абрамов Василий Константинович
177. Доярка Подшивалова Анна Алексеевна
178. Доярка
179. Доярка Августина
180. Доярка Иванова Антонина Александровна
181. Кормовод Малков Михаил Егорович
182. Бригадир Живайков Николай Степанович
183. Сортировщица зерна Рязанова Александр
184. Мальчик кормит жеребёнка
185. Набросок «Жеребец и ковыль»
186. Два наброска головы быка
187. Набросок быка
188. Набросок «Быка»
189. Рисунок «Конь»

## Художественные выставки с участием В.С. Зайкова
1954 г. – 3-я Всесоюзная художественная выставка дипломных работ, г. Москва.
1955 г. – Областная художественная выставка, г. Челябинск.
Республиканская художественная выставка РСФСР, г. Москва.
1957 г. – Областная художественная выставка, посвященная 40-летию Великой Октябрьской социалистической революции, г. Челябинск.
Республиканская художественная выставка РСФСР, г. Москва.
Всесоюзная художественная выставка, посвященная 40-летию Великой Октябрьской социалистической революции, г. Москва.
1959 г. – Областная художественная выставка, г. Челябинск.
1960 г. – Республиканская художественная выставка «Советская Россия», г. Москва.
1961 г. –Областная художественная выставка, посвященная XXII съезду КПСС, г. Челябинск.
Всесоюзная художественная выставка, г. Москва.
Республиканская художественная выставка «Советская Россия», г. Москва.
1963 г. – Художественная выставка «Урал в изобразительном искусстве», г. Тюмень.
1964 г. – Всесоюзная художественная выставка «Болгария глазами художников», г. Москва.
Зональная художественная выставка «Урал социалистический», г. Екатеринбург.
Республиканская художественная выставка, г. Москва.
1965 г. –Всесоюзная художественная выставка «На страже мира», г. Москва.
Художественная выставка «На страже мира», г. Волгоград.
1967 г.  – Юбилейная зональная художественная выставка «Большая Волга», посвященная 50-летию Советского государства, г. Волгоград.
1967 г. – Республиканская художественная выставка «Советская Россия», г. Москва.
Всесоюзная художественная выставка «50 лет Советской власти», г. Москва.
1968 г. – Всесоюзная художественная выставка «50 лет ВЛКСМ», г. Москва.
3-я зональная художественная выставка «Большая Волга», посвященная 100-летию со дня рождения В. И. Ленина, г. Ульяновск.
Всесоюзная художественная выставка «На страже Родины», г. Москва.
1970 г. – Зональная художественная выставка «Большая Волга», г. Волгоград.
Республиканская художественная выставка, г. Москва.
Выставка, посвященная 100-летию со дня рождения В. Ленина, г. Волгоград.
1971 г. – Художественная выставка «Художники Урала, Сибири и Дальнего Востока», г. Москва.
1972 г. –Республиканская художественная выставка «По родной стране», г. Москва.
Художественная выставка «30 лет разгрома немецко-фашистских войск под Сталинградом», г. Волгоград.
«Советская Россия» 4-я республиканская художественная выставка, 100-летию со дня рождения В. И. Ленина посвящается, г. Санкт-Петербург.
Художественная выставка «Наш современник», г. Магнитогорск.
Зональная художественная выставка «Урал социалистический», г. Уфа.
«Советская Россия», 5-я республиканская художественная выставка, г. Москва.
1977 г. – Республиканская выставка произведений художников РСФСР «60 лет Великого Октября», г. Москва.
Республиканская выставка «Скульптура малых форм», г. Москва.
Всесоюзная художественная выставка «Всегда начеку», г. Москва.
Областная художественная выставка «Всегда начеку», г. Челябинск.
Областная художественная выставка, посвященная 60-летию Великой Октябрьской Социалистической революции, г. Челябинск.
Выставка дипломных работ художественных вузов СССР, г. Москва.
1978 г. – Всесоюзная художественная выставка «60 героических лет», г. Москва.
Областная художественная выставка «60 лет Вооруженным силам СССР», г. Челябинск.
Областная художественная выставка «60 лет ВЛКСМ», г. Челябинск.
1979 г. – 5-я зональная художественная выставка «Урал социалистический», г. Тюмень.
Художественная выставка, посвященная 50-летию Магнитогорска, г. Магнитогорск.
Областная художественная выставка, посвященная 50-летию первой пятилетки, г. Челябинск.
Пятая выставка «Без жюри», г. Челябинск.
Областная художественная выставка, посвященная
110-й годовщине со дня рождения В. И. Ленина, г. Челябинск.
1980 г. – Областная художественная выставка «35 лет победы над Германией», г. Челябинск.
Республиканская художественная выставка «35 лет Победы», май, г. Волгоград.
Вторая областная художественная выставка «Село мое южноуральское», г. Челябинск.
Выставка «Касли-80», г. Челябинск.
1982 г. – Выставка «Всегда начеку», г. Челябинск.
Областная художественная выставка «Край мой южно-
уральский», г. Челябинск.
2004 г. – Юбилейная персональная художественная выставка, г. Евпатория.
Юбилейная персональная художественная выставка, г. Симферополь.
2006 г. – Персональная художественная выставка, г. Евпатория.
Персональная художественная выставка, г. Симферополь.
2010 г. – Персональная художественная выставка, г. Симферополь.
2014 г. – Юбилейная персональная художественная выставка, посвященная 90-летному юбилею В.С. Зайкова г. Симферополь.
2015 г. – Международная художественная выставка, посвящённая 70-летию Победы в Центральном доме художника, г. Москва
2016 г. – Выставка, посвященная 75-летию творчества Союза художников Республики Крым, г. Москва.

## Музеи и выставочные фонды
Работы Виталия Семеновича Зайкова находятся в следующих музеях и выставочных фондах:
- Государственный музейно-выставочный центр «РОСИЗО», г. Москва
- Научно-исследовательский музей Российской академии художеств, г. Санкт-Петербург.
- Художественный фонд Российской Федерации (бывший Художественный фонд СССР), г. Москва.
- Музейный фонд Российской Федерации, г. Москва
- Собрание семьи Дж. Неру, г. Нью-Дели, Индия.
- Дирекция художественных выставок художественного фонда России, г. Москва.
- Фонды передвижных художественных выставок Министерства культуры Украины, г. Киев, Украина
- Музей изобразительного искусства, г. Ростов-на-Дону.
- Художественный музей, г. Волгоград.
- Фонды Райисполкома г. Волгограда.
- Художественный музей, г. Калуга.
- ОГУК «Музей искусств» (бывшая Областная картинная галерея), г. Челябинск.
- Челябинский государственный краеведческий музей, г. Челябинск.
- Районный краеведческий музей с. Долгодеревенское, Челябинская область.
- Фонды Пожарно-технической выставки Главного управления МЧС по Челябинской области, г. Челябинск.
- Симферопольский художественный музей, Крым.
- Дом Художника г. Симферополь, Крым.
- Евпаторийский краеведческий музей, Крым.
- Музей мировой скульптуры г. Евпатория, Крым.
- Собрание семьи художника В. С. Зайкова, г. Евпатория, Крым.
- Частные собрания.